# بارك سيونغ مين
بارك سيونغ مين (21 أبريل 1983 بكوريا الجنوبية - ) هو لاعب كرة قدم كوري جنوبي في مركز الوسط. لعب مع إنتشون يونايتد وجوانجو سانجمو ‏ وBusan Transportation Corporation FC ‏.

## وصلات خارجية
- بارك سيونغ مين على موقع دوري كوريا الجنوبية (الإنجليزية)
- بارك سيونغ مين على موقع قاعدة بيانات كرة القدم.إي يو (الإنجليزية)